# Centro Singular de Investigación en Química Biológica y Materiales Moleculares
El Centro Singular de Investigación en Química Biológica y Materiales Moleculares (en gallego: Centro Singular de Investigación en Química Biolóxica e Materiais Moleculares, también conocido por sus siglas CiQUS) es un centro de investigación situado en Santiago de Compostela, Galicia, que investiga en el ámbito de la química, centrándose en biomateriales y biomoléculas.

El CiQUS pertenece a la Red de Centros Singulares de Investigación (RCSI) de la Universidad de Santiago de Compostela, al igual que el CiTIUS y el CiMUS.

## Historia
En algunas ocasiones, la investigación realizada por el CiQUS ha permitido la creación de empresas basadas en la tecnología obtenida. Es el caso de MD.USE, una empresa dedicada al desarrollo de métodos de visualización de moléculas en 3D mediante el uso de realidad virtual o realidad aumentada.

### Logros destacados
El CiQUS es un centro de investigación puntero en su campo, y ha realizado investigación innovadora, entre la que se encuentra:
- En 2015 sintetizaron moléculas cóncavas, más concretamente hidrocarburos aromáticos policíclicos, y las usaron como pinzas moleculares para capturar fulereno.[3][4]

- En 2016 modificaron un microscopio de fuerza atómica para observar a nivel atómico una ciclación de Bergman en una molécula individual.[5][6]

- En 2019 obtuvieron una nueva ruta para sintetizar kekuleno, así como su visualización mediante microscopía de fuerza atómica, obtenidas en colaboración con IBM y con el Centro de Investigação em Materiais Cerâmicos e Compósitos.[7][8]

## Investigación
El CiQUS se centra en las siguientes líneas de investigación:
- Química biológica y médica
  - Química bio-supramolecular
  - Nanoquímica en la frontera con la biología celular
  - Nuevos agentes farmacológicos y estrategias para la administración de fármacos
- Materiales funcionales con aplicación tecnológica
  - Materiales y tecnologías funcionales innovadoras
  - Sensores; dispositivos térmicos y electrónicos
- Tecnologías sintéticas para un desarrollo sostenible
  - Catálisis y síntesis para un desarrollo sostenible
  - Diseño y desarrollo de tecnologías químicas para la salud del producto